# Urva
Urva is een geslacht van zoogdieren uit de  familie van de mangoesten (Herpestidae). De wetenschappelijke naam van het geslacht werd in 1837 gepubliceerd door Brian Houghton Hodgson. Het geslacht omvat de Aziatische soorten die voorheen tot het geslacht Herpestes werden gerekend.

## Soorten
Er worden 9 soorten in dit geslacht geplaatst:
- Urva auropunctata (Hodgson, 1836)
- Urva brachyurus (J. E. Gray, 1837) - Kortstaartmangoeste
- Urva edwardsii (É. Geoffroy Saint-Hilaire, 1818) - Indische ichneumon
- Urva fusca (G. R. Waterhouse, 1838)
- Urva javanica (É. Geoffroy Saint-Hilaire, 1818) - Indische mangoeste
- Urva semitorquata (J. E. Gray, 1846)
- Urva smithii (J. E. Gray, 1837)
- Urva urva (Hodgson, 1836) - Krabbenetende mangoeste
- Urva vitticollis (E. T. Bennett, 1835)